# Up & Up
«Up & Up» (també presentada com «Up&Up») és una cançó de la banda britànica Coldplay llançada com a tercer senzill de l'àlbum d'estudi A Head Full of Dreams el 22 d'abril de 2016. Les veus addicionals pertanyen a Beyoncé, Annabelle Wallis i Merry Clayton.

## Producció
La part més característica de la cançó és la tornada en forma de cor ja que hi participen la majoria dels artistes que col·laboren en el tema, que inclou a Beyoncé, Brian Eno i fins i tot la mainada dels quatre membres de Coldplay. També hi ha la participació del música i cantant Noel Gallagher en la versió de l'àlbum.
El videoclip fou dirigit per Vania Heymann i Gal Muggia, i fou llançat el 16 de maig de 2016. Els efectes visuals del videoclip van ser creats per l'empresa ucraïnesa GloriaFX, i és un dels favorits de la banda entre tots els que han realitzat. Fou nominat pels premis Grammy en la categoria de millor videoclip musical.
Coldplay fou convidada a participar en la mitja part de la 50a edició de la Super Bowl celebrada el 7 de febrer de 2016 a Santa Clara (Califòrnia), i «Up & Up» fou una de les cançons que hi van interpretar amb la col·laboració de Bruno Mars i Beyoncé en alguns versos.

## Llista de cançons
| 1. | «Up & Up» | 6:45 |

| 1. | «Up & Up» (Radio Edit) | 3:58 |

| 1. | «Up & Up» (Freedo Remix) | 3:30 |

## Crèdits
Coldplay
- Guy Berryman – baix, teclats
- Jonny Buckland – guitarra solista, teclats
- Will Champion – bateria, programació
- Chris Martin – cantant, piano, guitarra acustica

Músics addicionals
- Merry Clayton – cantant
- Beyoncé Knowles – cantant
- Annabelle Wallis – cantant
- Noel Gallagher – guitarra solista
- Moses Martin – pandereta